# 中澤純
中澤 純（なかざわ じゅん、1989年9月28日 - ）は、日本の実業家、元キックボクサー。群馬県桐生市出身。元Krush -65kg王者。元MA日本ウェルター級王者。
現在はAimhigh GroupのCEOとしてキックボクシングスタジオ、パーソナルフィットネスジム、パーソナルストレッチサロン、美容鍼サロン、発達障がい児童向けパーソナルトレーニングスタジオなど多角経営している。

## 経歴
10歳でキックボクシングを始める。
2008年4月29日、MA日本キックボクシング連盟でプロデビュー戦をYOUSUKEと対戦し、勝利を収める。
2009年12月4日、MA日本キックボクシング連盟ウェルター級新人王トーナメント決勝戦で中河靖文に3RKO勝利を収めMA日本キック新人王を獲得。
2011年7月24日、MA日本ウェルター級王座決定戦で雪丸と対戦し5RTKO勝利。王座を獲得。
2016年4月27日、株式会社Aimhighを設立。
2017年4月2日、Krush.75で行われたKrush-65kg王座決定トーナメント決勝戦にて小宮由紀博と対戦し、3R判定勝利で王座獲得。
2017年8月6日、Krush.78で行われたKrush -65kgタイトルマッチで挑戦者の左右田泰臣と対戦し、延長R判定勝利で王座初防衛に成功。
2018年8月5日、Krush.91で行われたKrushスーパーライト級タイトルマッチ挑戦者の篠原悠人と対戦し、判定負けで王座防衛に失敗した。
2018年11月3日、さいたまスーパーアリーナ・コミュニティアリーナにて開催されたK-1 WORLD GP 2018 JAPANで第3代スーパーライト級王座決定トーナメントに出場し、準決勝で佐々木大蔵に判定負けを喫した。
2018年11月8日、自身のブログで引退を発表した。
2019年6月21日、後楽園ホールにて開催されたK-1 KRUSH FIGHT.102にて引退セレモニーが行われた。

## 戦績

### プロキックボクシング
| キックボクシング 戦績 | キックボクシング 戦績 | キックボクシング 戦績 | キックボクシング 戦績 | キックボクシング 戦績 | キックボクシング 戦績 | キックボクシング 戦績 |
| --------------------- | --------------------- | --------------------- | --------------------- | --------------------- | --------------------- | --------------------- |
| 38 試合               | (T)KO                 | 判定                  | その他                | 引き分け              | 無効試合              |                       |
| 24 勝                 | 14                    | 10                    | 0                     | 1                     | 0                     |                       |
| 13 敗                 | 6                     | 6                     | 0                     | 1                     | 0                     |                       |

| 勝敗 | 対戦相手             | 試合結果                        | 大会名 | 開催年月日     |
| ×    | 佐々木大蔵           | 3R終了 判定0-3                  | K-1 WORLD GP 2018 JAPAN ～第3代スーパー・ライト級王座決定トーナメント～ 【K-1 WORLD GP第3代スーパー・ライト級王座決定トーナメント準決勝】 | 2018年11月3日  |
| ○    | ショーン・クランシー | 1R 1:09 KO（パンチ連打）        | K-1 WORLD GP 2018 JAPAN ～第3代スーパー・ライト級王座決定トーナメント～ 【K-1 WORLD GP第3代スーパー・ライト級王座決定トーナメント1回戦】  | 2018年11月3日  |
| ×    | 篠原悠人             | 3R終了 判定1-2                  | Krush.91 【Krush スーパーライト級タイトルマッチ】                                                                                         | 2018年8月5日   |
| ×    | 山崎秀晃             | 3R終了 判定0-3                  | K-1 WORLD GP 2018 JAPAN ～第2代フェザー級王座決定トーナメント～                                                                           | 2018年6月17日  |
| ○    | 左右田泰臣           | 3R終了 判定2-0                  | K-1 WORLD GP 2018 JAPAN ～K'FESTA.1～ | 2018年3月21日  |
| ×    | 大和哲也             | 1R 2:24 KO (左フック)           | K-1 WORLD GP 2017 JAPAN ～初代ヘビー級王座決定トーナメント～                                                                              | 2017年11月23日 |
| ○    | 左右田泰臣           | 3R+延長1R終了 2-1               | Krush.78 【Krush -65kgタイトルマッチ】 | 2017年8月6日   |
| ○    | 小宮由紀博           | 3R終了 判定2-1                  | Krush.75 【第5代Krush -65kg王座決定トーナメント決勝戦】                                                                                   | 2017年4月2日   |
| ○    | 篠原悠人             | 2R 1:52 KO（左フック）          | Krush.73 【第5代Krush -65kg王座決定トーナメント準決勝】                                                                                   | 2017年2月18日  |
| ○    | ソン・スター         | 2R 3:03 KO（右ストレート）      | Krush.70 | 2016年10月15日 |
| ○    | 南野 卓幸            | 3R終了 判定3-0                  | Krush.67 | 2016年7月18日  |
| ○    | ユウキ・旬           | 2R 2:22 KO（左ボディブロー）    | Krush.64 | 2016年3月20日  |
| ×    | 吉沼 大樹            | 3R終了 判定0-3                  | Krush.60 | 2015年11月14日 |
| ○    | 東本 央貴            | 3R 1:16 KO                      | Krush.55 | 2015年6月12日  |
| ○    | 福田裕介             | 3R終了 判定3-0                  | TENKAICHI FIGHT | 2015年3月15日  |
| ×    | NOMAN                | 3R終了 判定0-3                  | Krush.44 | 2014年8月9日   |
| ×    | 大和侑也             | 2R 1:24 TKO (肘によるカット)    | TENKAICHI Fight | 2014年5月11日  |
| ×    | 牧平 圭太            | 3R終了 判定0-3                  | Krush.38 | 2014年2月1日   |
| ○    | 阿部雅俊             | 1R 1:14 KO（左ボディブロー）    | INNOVATION Innovation champion carnival 【INNOVATION ウェルター級タイトルマッチ】                                                         | 2013年12月23日 |
| ○    | 小鉄                 | 2R 1:21 KO（左ストレート）      | Krush.33 | 2013年9月21日  |
| ○    | 竹本雄一             | 2R 1:10 TKO（肘打ち）           | TNK1 feat.REBELS | 2013年6月9日   |
| ×    | UMA                  | 1R 2:18 KO（左飛び膝蹴り）      | REBELS.15 | 2013年4月14日  |
| ○    | 富平禎仁             | 3R終了 判定3-0                  | Krush Grand Prix 2013 | 2013年1月14日  |
| -    | 武田一也             | 2R                              | MAキック | 2012年11月4日  |
| ×    | 田中秀弥             | 3R終了 判定0-2                  | M-1ムエタイチャレンジ Sutt Yod Muaythai vol.3                                                                                             | 2012年9月9日   |
| ○    | 高修満               | 5R終了 判定3-0                  | MA日本キック KICK GUTS 2012 第15回梶原一騎杯                                                                                              | 2012年7月15日  |
| ×    | 渡部太基             | 1R 2:49 KO（左ストレート）      | MA日本キック BREAK-24 | 2012年3月18日  |
| ○    | 島一生               | 4R 0:28 TKO                     | MA日本キック BREAK-17 | 2011年9月25日  |
| ○    | 雪丸                 | 5R 1:08 TKO（ドクターストップ） | MA日本キック 真樹ジムAICHI10周年記念興行 J-1 time 【第20代MA日本ウェルター級王座決定戦】                                                  | 2011年7月24日  |
| ○    | 風天乃康             | 3R 1:20 TKO（左肘カット）       | MA日本キック BREAK－12 | 2011年4月24日  |
| ○    | 坂本章               | 1R 0:26 TKO（左フック）         | MA日本キック BREAK-9 | 2011年1月16日  |
| ○    | GORI                 | 3R終了 判定3-0                  | MA日本キック BREAK-7 | 2010年11月27日 |
| △    | モハン・ドラゴン     | 3R終了 判定1-1                  | MA日本キック BREAK-4 | 2010年7月18日  |
| ×    | 諸岡直人             | 3R 1:42 TKO（肘打ちカット）     | MA日本キック | 2010年4月4日   |
| ○    | 中河靖文             | 3R 2:56 KO                      | MA日本キック BREAK THROUGH-14 【ウェルター級新人王トーナメント決勝戦】                                                                    | 2009年12月4日  |
| ○    | 野口陽平             | 3R 0:52 TKO                     | MA日本キック FIGHTERS GATE-6 【ウェルター級新人王トーナメント準決勝】                                                                     | 2009年9月20日  |
| ○    | 高崎誠               | 3R終了 判定3-0                  | MA日本キック FIGHTERS GATE-5 【ウェルター級新人王トーナメント二回戦】                                                                     | 2009年7月19日  |
| ×    | 矢野将臣             | 1R 1:45 KO                      | MA日本キック 【ウェルター級新人王トーナメント二回戦】                                                                                     | 2008年7月27日  |
| ○    | YOUSUKE              | 3R終了 判定3-0                  | MA日本キック BREAK THROUGH-3 【ウェルター級新人王トーナメント一回戦】                                                                     | 2008年4月29日  |

## 獲得タイトル
- 第20代MA日本ウェルター級王座
- 初代INNOVATIONウェルター級王座
- TENKAICHI Fightウェルター級王座
- 第5代Krush -65kg王座

## 表彰
- MA日本 新人王（2009年）